# مسکوت (نبراسکا)
مسکوت (به انگلیسی: Mascot) یک منطقهٔ مسکونی در ایالات متحده آمریکا است که در نبراسکا واقع شده‌است. مسکوت ۶۵۱٫۰۶ متر بالاتر از سطح دریا قرار دارد.